# ۱۰۸۸ (قمری)
۱۰۸۸ (قمری)، هزار و هشتاد و هشتمین سال در گاهشماری هجری قمری است. اول محرم این سال برابر با ششم مارس سال ۱۶۷۷ میلادی است.

## وابسته
- قطب‌الدین شریف لاهیجی